# Sant’Eligio de’ Ferrai

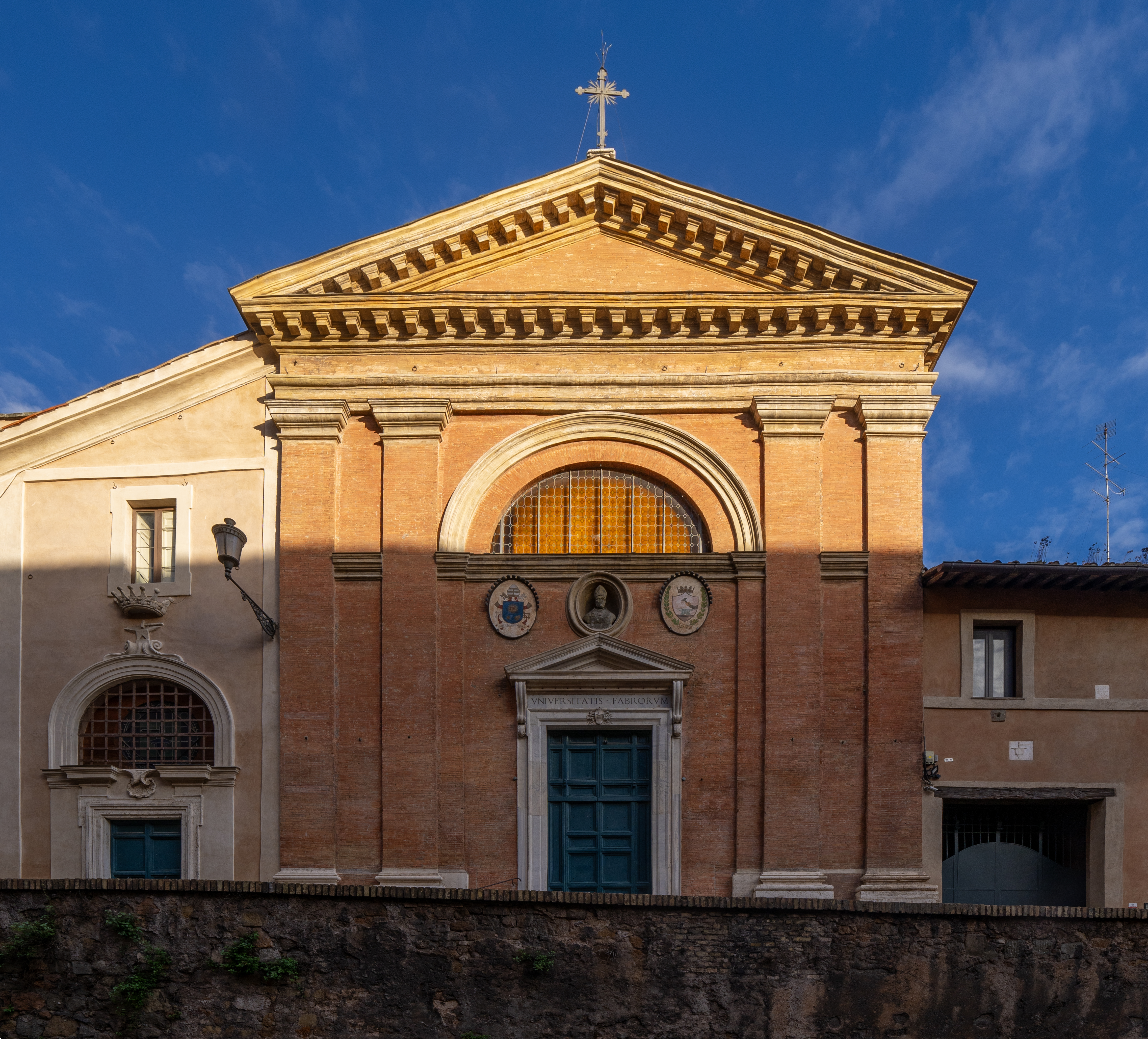
Die Fassade

Sant’Eligio de’ Ferrai, auch Sant’Eligio dei Ferrari, im römischen Sprachgebrauch auch Sant’Alo bzw. Sant’Anigro genannt, ist eine Kirche in Rom. Sie stammt aus der ersten Hälfte des 16. Jahrhunderts und ist Bruderschaftskirche der Confraternità dei Fabbri, ital. Bruderschaft der Schmiede. Bekannt ist sie für ihre reiche Ausstattung mit Stuck und Marmorarbeiten, vornehmlich aus dem 18. Jahrhundert.

## Lage und Namensgebung
Die Kirche liegt im XII. römischen Rione Ripa, etwa 150 Meter südlich des Tarpejischen Felsens bzw. 50 Meter nördlich der namensgebenden Kirche der Straße, an der sie liegt, San Giovanni Decollato. Das Patrozinium stammt vom Hl. Eligius, da dieser unter anderem Schutzheiliger der Metallarbeiter ist. Der Beiname de’ Ferrai unterscheidet die Kirche der Schmiede von jener der Gold- und Silberschmiede, Sant’Eligio degli Orefici.

## Geschichte und Baugeschichte
Die Kirche liegt im Bereich eines Vorgängerbaus. Sie ist erstmals im „Turiner Katalog“ urkundlich nachgewiesen, einem um 1320 abgefassten Verzeichnis der Kirchen in Rom, das 414 Kirchen aufführt.
Dieser Bau war ursprünglich dem Hl. Jakob geweiht und gehörte einer Gesellschaft gleichnamiger Brüder in Altopascio, die dort ein Hospital betrieben. Ob dieser Vorgängerbau bereits der Schmiedezunft zugewiesen war, ist unklar. Der Baubeginn der jetzigen Kirche wird auf 1513 datiert, fertiggestellt war sie wohl noch vor 1550. Die Kassettendecke und zumindest ein Teil der heutigen Stuckaturen wurden 1604 ausgeführt. Renoviert wurde die Kirche 1905 und in der zweiten Hälfte des 20. Jahrhunderts.

## Fassade

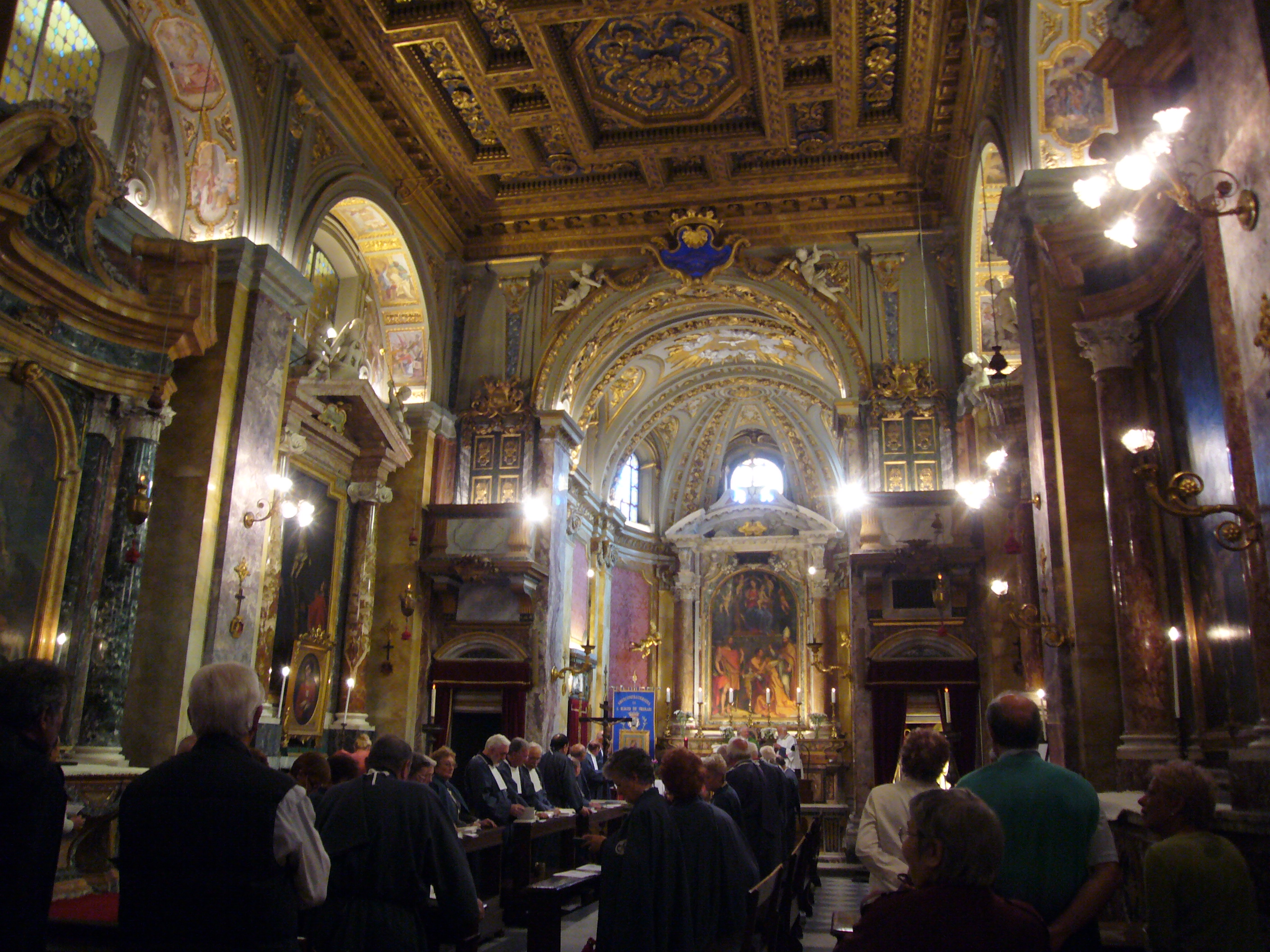
Blick in den Innenraum zum Chor

Die – für römische Kirchen eher ungewöhnlich – nicht verputzte Fassade zeigt ihren Aufbau aus Ziegelsteinen. Sie ist eingeschossig und dreiachsig ausgeführt. Die Fläche wird von Pilastern nach toskanischer Ordnung gegliedert. Die breite Mittelachse enthält den als Ädikulaportal ausgeführten Zugang, darüber durchbricht ein Halbkreisfenster die Wand. Oberhalb des Portals ist eine Büste des namensgebenden Patrons in eine Nische eingestellt. Das Gesims ist schlicht gehalten, ein einfacher Dreiecksgiebel schließt die Fassade nach oben ab.

## Inneres und Ausstattung
Die Kirche wurde als einschiffige Saalkirche ausgeführt. Die Längswände enthalten auf jeder Seite drei Kapellen. Wie in der Fassade, so werden die Kapellen von Pilastern toskanischer Ordnung getrennt, die die Bögen der Gewölbe der Seitenkapellen tragen. Die Schäfte werden jeweils mit rötlichen und gelblichen Marmorsorten gebildet. Die Unterzüge sind einheitlich mit jeweils fünf freskierten Feldern versehen. Die Kirche wird von einer vergoldeten und mit vergoldetem Stuck verzierten Kassettendecke gedeckt, eine Inschrift in der Mitte der Decke „VNIVERSITAS FABRORVM ANNO DOMINI 1604“ gibt Auskunft über den Entstehungszeitpunkt.
Die Kapellen sind sämtlich unter Verwendung von Mosaiken aus Marmor gestaltet, alle Altäre sind ebenfalls aus Marmor. Die Aufbauten der Altäre werden bis auf einen, den der dritten Kapelle linkerhand, mit Säulen der Kompositordnung flankiert.
Die erste Kapelle rechts in Blickrichtung Altar enthält eine Figur des Hl. Antonius mit der Inschrift „S. ANT. ABBATE“.
In der zweiten Kapelle schuf Giovanni Vannini das Altarretabel, es stellt die Heilige Familie dar. Der Altar selbst stammt aus dem Jahr 1726.
Die dritte Kapelle rechterhand enthält einen Altaraufbau aus dem Jahr 1748, hier wurde das Altarblatt mit der Darstellung: Ekstase des Hl. Franz von Assisi von Terenzio da Urbino geschaffen.
Die erste linke Seitenkapelle enthält auf dem Altarblatt eine Darstellung Tod des Hl. Ampelius, möglicherweise von Pompeo Batoni.
Die mittlere linke Kapelle enthält eine Darstellung der Hl. Ursula, es wird dem Künstler des Altarblattes der gegenüberliegenden Kapelle, Giovanni Vannini, zugeschrieben, er soll es angeblich im Alter von nur zwölf Jahren geschaffen haben. Der Altar selbst ist eine Stiftung der Università de’ Calderari, also der Zunft der Kesselschmiede aus dem Jahr 1764.
In der dritten linken Kapelle befindet sich im Altar das Gemälde Christus am Kreuz mit Maria und Johannes, gearbeitet von Scipione Pulzone. Als einziger der Altäre sind die flankierenden Säulen nach ionischer Ordnung gestaltet. Er enthält in der Mitte des Altargiebels einen plastisch gearbeiteten Pelikan.
Der Triumphbogen zum Chor hin ist unten mit Türen unter Segmentbögen und überragenden Balkonen gestaltet. Der Bogen selbst ist reich unter Verwendung von Stuck und Blattgold gehalten. Zwei Putten halten in der Mitte eine Kartusche mit der Darstellung einer Muschel auf blauem Grund.
Der Chor ist zweijochig, die Pilaster hier folgen der ionischen Ordnung, er wird von einem zum Langhaus quergestellten Tonnengewölbe überspannt.
Der Hochaltar unter der mit vier Gurten gearbeiteten Wölbung der Apsis enthält das Jahr seiner Entstehung, 1640 über dem Altarblatt. Dieses stammt aus dem gleichen Jahr, es ist eine Arbeit von Girolamo Sicciolante-Sermoneta.
Auf der gegenüberliegenden Wand der Kirche, über dem Eingang, befindet sich der Orgelprospekt mit der Orgel. Die mittige Inschrift lautet: „UNIVERSITÀ DE GIOVANI E LAVORANTI DE CHIAVARI DI ROMA ANNO 1690“. Es handelt sich also um eine Stiftung der Zunft der römischen Schlosser (ital.: Chiavari) aus dem erwähnten Jahr.
Die Sakristei enthält noch ein Fresko des Patrons sowie weitere Namenskartuschen, sie enthalten die Namen der stiftenden Mitglieder der Bruderschaft sowie von Gönnern derselben.